# Kardiologie
Kardiologie (von altgriechisch καρδία kardía, deutsch ‚Herz‘, und von „-logie“) ist die Lehre vom Herzen, die sich mit dessen Strukturen und Funktionen im Organismus sowie mit seinen Erkrankungen und deren Behandlung befasst. Als Teilgebiet der Inneren Medizin umfasst die Kardiologie die Herz-Kreislauferkrankungen. Die Kinderkardiologie ist in Deutschland und der Schweiz ein eigenständiges Teilgebiet der Kinderheilkunde.
Kardiologe  ist in den deutschsprachigen Ländern eine standesrechtlich geschützte Bezeichnung für Herzspezialist, die nur von Ärzten geführt werden darf, die im Rahmen einer speziellen Weiterbildung besondere Kenntnisse auf dem Gebiet der Kardiologie erworben und nachgewiesen haben.

## Geschichte und Entwicklung

### Bis 1900

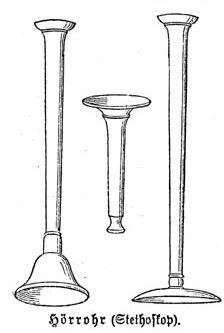
Hölzernes Stethoskop (aus Meyers Konversationslexikon 1890)

Menschen empfanden das Herz bereits seit langer Zeit als besonders verwundbares Organ, darauf weisen steinzeitliche Wandmalereien in Spanien hin. Im Altertum und in der Antike widmeten heilkundige Chinesen, Griechen und Römer dem Herzen und zunächst noch weit mehr dem Puls als Ausdruck mechanischer Herztätigkeit besondere Aufmerksamkeit. Gegen 500 v. Chr. entwickelte sich in China eine umfangreiche Pulslehre, die 30 verschiedene Pulsarten unterschied und daraus auf Krankheitsdiagnosen schloss. Herophilos von Chalkedon konstruierte um 300 v. Chr. eine Taschenwasseruhr zur Pulsmessung bei Fieberpatienten. Er unterschied verschiedenartige Pulsmerkmale und vermutete, dass die Pulswelle durch eine aktive Ausdehnung (Diastole) und ein passives Zusammenfallen (Systole) von Herz und Schlagadern zustande kommt. Diese Theorie vertrat auch Galen von Pergamon und begründete eine das ganze Mittelalter hindurch geltende Pulslehre. Vor etwa 2000 Jahren beschrieb der römische Literat Seneca der Jüngere seine Angina Pectoris so: „Der Anfall ist sehr kurz und einem Sturm ähnlich. Bei anderen Leiden hat man mit der Krankheit zu kämpfen, hier aber mit dem Sterben.“ Das Mittelalter und die frühe Neuzeit waren in kardiologischer Hinsicht bestimmt von den anatomischen und physiologischen Ansichten Galens, der seine Vorstellungen vor allem aus der Tieranatomie ableitete. Die für Galens Theorien grundlegenden Poren in der Herzscheidewand konnte der Anatom Vesal an menschlichen Leichnamen jedoch nicht nachweisen.
Der Beginn der modernen Kardiologie kann auf das Jahr 1628 datiert werden, als der englische Arzt William Harvey seine Entdeckung des Blutkreislaufes mit der Schrift De motu cordis et sanguinis veröffentlichte. Harvey erkannte die Systole als das Blut vorantreibende aktive Kontraktion und die Diastole als Blut ansaugende passive Erschlaffung des Herzens. Erforderlich für das Verständnis der Strömungsverhältnisse im Kreislaufsystem und damit für die Entwicklung der Kardiologie waren zudem die von Marcello Malpighi bis 1661 gewonnenen Erkenntnisse über kapilläre arteriovenöse Anastomosen.
Im Jahr 1733 konnte der englische Pfarrer und Wissenschaftler Stephen Hales erstmals „blutig“, d. h. invasiv, den Blutdruck messen, indem er eine Kanüle in die Halsschlagader eines Pferdes einführte und mit einem Glaszylinder verband. Ab den 1840er Jahren konnte der Blutdruck mit dem von dem um 1850 die moderne Herz- und Kreislaufphysiologie begründenden Physiologen Ludwig entwickelten Kymographen aufgezeichnet werden. Das älteste herzwirksame Medikament ist Digitalis, dessen Nutzen für die Behandlung der durch das erkrankte Herz verursachten „Wassersucht“ 1785 William Withering beschrieb. 1816 erfand der Franzose René Laënnec das Stethoskop, zunächst in Form recht einfacher hölzerner Zylinder, die eine Auskultation möglich machten. Die Auskultation des Herzens beschreibt er in seinem 1819 veröffentlichten Traité de l’auscultation médiate. Bereits Ende des 19. Jahrhunderts waren Stethoskope mit flexiblen Schläuchen für beide Ohren verbreitet. Bedeutsam für die Entwicklung der Kardiologie war zudem die von Leopold Auenbrugger (1761 dargestellt in Inventum novum) und Jean-Nicolas Corvisart eingeführte, von Josef von Škoda weiterentwickelte und 1839 in einer Abhandlung über Perkussion und Auskultation publizierte Diagnosetechnik der Perkussion. Eine verlangsamend auf das Herz wirkende Vagusreizung wurde 1845 von Eduard Weber und Ernst Heinrich Weber (1795–1878) bekanntgegeben. Ein frühes Gerät der indirekten „unblutigen“, d. h. nichtinvasiven Blutdruckmessung war z. B. der Sphygmograph des deutschen Physiologen Karl von Vierordt (1818–1884). Das erste Sphygmomanometer wurde vom österreichischen Pathologen Samuel Siegfried Karl Ritter von Basch (1837–1905) erfunden. 1896 beschrieb der italienische Arzt Scipione Riva-Rocci ein einfaches Gerät zur Blutdruckmessung mit einer Armmanschette, das von Harvey Williams Cushing verbessert wurde, und dessen Messmethode 1905 vom russischen Militärarzt Nikolai Sergejewitsch Korotkow abgewandelt wurde. Heutzutage wird nur noch selten nach der Methode von Riva-Rocci gemessen. Dann wird der so gemessene Blutdruck mit (RR) benannt. Fälschlicherweise wird der heutzutage nach Korotkow gemessene Blutdruck in der Praxis aber immer noch mit „RR“ bezeichnet.

### Das 20. Jahrhundert

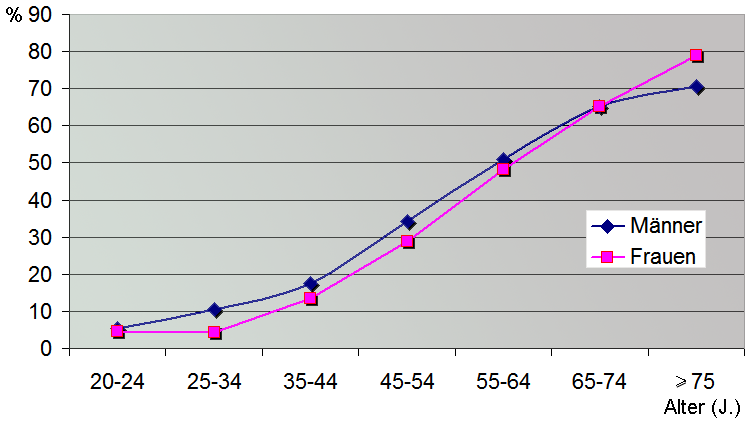
Altersabhängige Prävalenz von Herz-Kreislauferkrankungen (Angaben geschätzt für die USA)

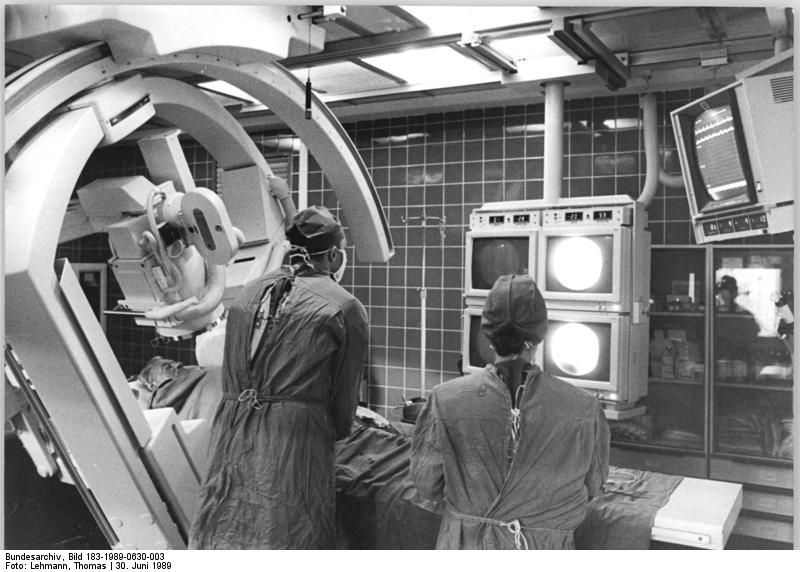
Herzdiagnostik an einem Herzkatheter-Kardangiographie-Arbeitsplatz, 1989

Im Laufe des 20. Jahrhunderts gewannen die Herz-Kreislauferkrankungen erheblich an Bedeutung. Zu Beginn waren sie weltweit für weniger als 10 % der Todesfälle verantwortlich, gegen Ende für knapp 50 % in den Industrieländern und 25 % in den Entwicklungsländern. Diese Verschiebung wird mit dem selteneren Auftreten von Infektionskrankheiten und Mangelernährung als zuvor häufigsten Todesursachen und der steigenden Lebenserwartung erklärt. Da Herz-Kreislauferkrankungen im höheren Alter häufiger auftreten, erklärt schon der Anstieg der durchschnittlichen Lebenserwartung – in den USA von 49,2 Jahren im Jahr 1900 auf 76,9 Jahre im Jahr 2000 – einen Großteil des Zuwachses.
Anfang des 20. Jahrhunderts kristallisierte sich die Kardiologie als eigenständiges Forschungsgebiet innerhalb der Inneren Medizin heraus. 1907 wurde in Paris die erste Ausgabe der Fachzeitschrift „Archives de Maladies du Coeur et des Vaisseaux“ veröffentlicht, 1909 in Wien das Zentralblatt für Herzkrankheiten und die Erkrankung der Gefäße. In England folgte 1910 die Zeitschrift Heart, in den USA 1925 das American Heart Journal. Ebenfalls 1925 wurde in den USA als erste kardiologische Fachgesellschaft die American Heart Association gegründet. Sie wurde 1927 von der Deutschen Gesellschaft für Kreislaufforschung als erster Fachgesellschaft in Europa gefolgt, deren Mitgliederzahl in den ersten zehn Jahren ihres Bestehens von 180 auf 300 anwuchs.
1903 entwickelt der Holländer Willem Einthoven den Elektrokardiografen (EKG). Hände und Füße der Patienten wurden damals zur Ableitung der Herzströme in Salzlösung getaucht, erst in den 1940er Jahren erfolgte die Registrierung mit Hilfe von Metallscheiben an den Hand- und Fußgelenken, die durch Drähte mit dem von Einthoven entwickelten Registriergerät, dem Saitengalvanometer, verbunden wurden. Die heutige Behandlung von Herzrhythmusstörungen basiert u. a. auf der Arbeit des Japaners Sunao Tawara, der 1906 während seiner Tätigkeit beim Marburger Pathologen Ludwig Aschoff die Grundzüge des Erregungsleitungssystems des Herzens veröffentlichte. 1914 hatte Karel Frederik Wenckebach seine grundlegenden Studien über Herzrhythmusstörungen veröffentlicht.
Im Jahr 1929 kam es zur ersten Herzkatheterisierung, als sich der damalige chirurgische Assistenzarzt und spätere Urologe Werner Forßmann in Eberswalde einen Harnleiterkatheter durch seine Armvene in den rechten Vorhof schob. Zu dieser Zeit publizierte Frank Norman Wilson die nach ihm benannten Brustwandableitungen zur Schreibung der Herzstromkurve beim EKG. 1941 veröffentlichte André Frédéric Cournand seine Erfahrungen mit der Herzkatheterisierung als diagnostische Methode. 1956 erhielten Forßmann und Cournand u. a. für diese Verdienste zusammen mit Dickinson Woodruff Richards, der 1941 ebenfalls am Ausbau der Herzkatheteruntersuchung zur klinischen Routinemaßnahme beteiligt war, den Nobelpreis. Ab etwa 1938 (J. Steinberg) fand dann die Angiokardiographie. aus der sich dann die Koronarographie vor allem durch Sones in Cleveland entwickelte, Eingang in die kardiologische Diagnostik.
Die erste Herzoperation wurde am 9. September 1896 von dem Frankfurter Chirurgen Ludwig Rehn vorgenommen. Er nähte das Herz eines Frankfurter Gärtnergesellen, das bei einer Messerstecherei verwundet worden war. Vorangegangen waren tierexperimentelle Versuche, die gezeigt hatten, dass der Herzmuskel zur Regeneration fähig war. In den USA folgt die erste Herzoperation eines offenen Ductus Botalli 1938 durch den amerikanischen Chirurgen Robert E. Gross, die erste Operation am offenen Herzen 1952 durch F. John Lewis.
Die ersten Echokardiographien wurden 1950 durch Wolf-Dieter Keidel sowie 1954 von Inge Edler und Carl H. Hertz durchgeführt. Das 1952 von Bernard Lown und Samuel A. Levine für die Herzinfarkt-Behandlung propagierte armchair treatment fand erst in den 1960er Jahren auch in Deutschland Anklang. Während den Patienten in der ersten Hälfte des 20. Jahrhunderts für sechs bis acht Wochen jegliche körperliche Anstrengung verboten und strikte Bettruhe verordnet wurde, konnten sie jetzt bereits eine Woche nach dem Infarkt täglich bis zu zwei Stunden im Sessel sitzen, um den Kreislauf anzuregen und Muskelabbau sowie Thrombosen vorzubeugen. Heute stehen Patienten nach einem unkomplizierten Infarkt am ersten oder zweiten Tag auf und werden nach sieben bis zehn Tagen aus dem Krankenhaus entlassen, in den USA bereits nach weniger als fünf Tagen.
Am stillstehenden Herzen konnte erst nach Einführung der Herz-Lungen-Maschine durch John Gibbon im Jahr 1953 operiert werden, die erste Operation mit diesem Gerät in Deutschland nahm 1957 der Berliner Chirurg Emil Sebastian Bücherl vor. 1958 wurde am Karolinska-Spital in Stockholm der erste von Äke Senning und Siemens-Entwicklungschef Rune Elmqvist gebaute Herzschrittmacher implantiert. 1959 brachten die deutschen Behring-Werke Streptokinase auf den Markt, das beim akuten Herzinfarkt das Blutgerinnsel im Herzkranzgefäß auflösen kann und so die Blutversorgung des betroffenen Areals wieder ermöglicht.
Die erste künstliche Herzklappe wurde 1961 durch die beiden Amerikaner Albert Starr und Lowell Edwards implantiert. 1963 stellte das deutsche Unternehmen Knoll mit Verapamil den ersten Calciumantagonisten vor. Den ersten Beta-Blocker entwickelte 1964 der Schotte James W. Black, der 1980 den Nobelpreis erhielt. Der erste Koronararterien-Bypass wurde 1967 durch René G. Favaloro angelegt. Ebenfalls 1967 erfolgte die erste Herztransplantation durch Christiaan Barnard.
Der in Dresden geborene Andreas Grüntzig führte 1977 in Zürich die erste Ballon-Dilatation durch und begründete damit die interventionelle Kardiologie.
1980 wurde an der Johns-Hopkins-Universität erstmals ein interner Defibrillator eingesetzt, um lebensbedrohliche Tachykardien und Kammerflimmern zu beenden. 1981 führte die Pharmafirma Squibb Captopril als ersten ACE-Hemmer in die Therapie ein. Der erste Stent wurde von Ulrich Sigwart in Lausanne entwickelt und 1986 erstmals eingesetzt. 1987 entwickelte der in Amerika lebende Grieche Roy Vagelos das erste Statin. Die dopplergestützte Echokardiographie wurde zwar bereits 1959 durch den Japaner S. Satomura eingesetzt, kam jedoch erst in den frühen 1980er-Jahren mit der Verfügbarkeit leistungsstarker Rechner durch K. Namekawa, William J. Bommer sowie Larry Miller zur Anwendungsreife. In den späten 1980er-Jahren verbreiteten sich mit der transösophagealen Echokardiografie (kurz TEE; „Schluckecho“) und der Stressechokardiografie zwei wesentliche Erweiterungen der Ultraschalluntersuchungen des Herzens. Die TEE wird insbesondere für die Feinbeurteilung von Herzklappenveränderungen und die Suche nach Emboliequellen eingesetzt, die Stressechokardiografie zur Beurteilung von Durchblutungsstörungen des Herzmuskels.
Die erste Bypass-Operation in minimalinvasiver Technik wurde 1994 in den USA durchgeführt, 1995 erstmals auch in Deutschland durch Joachim Laas in der Herz-Kreislauf-Klinik in Bad Bevensen. Während die Computertomografie (CT) und Magnetresonanztomografie (MRT) zunächst aufgrund der schnellen Eigenbewegung des Herzens in der Kardiologie nur selten Verwendung fanden, haben sich diese Untersuchungsverfahren mit der Einführung immer leistungsfähigerer Computer in den 1990er-Jahren auch in diesem Fachgebiet etabliert.

### Das 21. Jahrhundert
In Nordamerika und Westeuropa ist die Kardiologie zu Beginn des 21. Jahrhunderts nahezu flächendeckend in Praxis oder Klinik vertreten, während sie noch in den 1960er-Jahren fast ausschließlich an den Universitätskliniken und in wenigen spezialisierten Zentren präsent war. In den USA waren im Jahr 1999 etwa 14.000 Kardiologen zertifiziert. CT und MRT können auf Grund immer leistungsfähigerer Computer für eine Reihe von Fragestellungen bereits vergleichbare oder bessere Ergebnisse liefern als die Echokardiografie oder die Herzkatheteruntersuchung, sind aber in vielen Ländern aus verschiedenen Gründen (u. a. Verfügbarkeit, Kosten, Strahlenbelastung und fehlende Möglichkeit zur Intervention) nicht in die Routineversorgung eingebunden.

#### Deutschland
|                    | 1984   | 2005    |
| ------------------ | ------ | ------- |
| Linksherzkatheter  | 56.797 | 772.137 |
| Ballondilatationen | 2.809  | 270.964 |

Zum Jahresende 2003 waren in Deutschland 3059 Kardiologen berufstätig, davon waren 2126 als Kassenarzt tätig. 2002 wurden allein zu Lasten der gesetzlichen Krankenversicherung u. a. 3.721.705 Echokardiografien durchgeführt.
Besonders im Bereich der invasiven Kardiologie (Herzkatheteruntersuchungen) und der interventionellen Kardiologie (Ballondilatationen und andere kathetergestützte Therapieverfahren) ist es zu einer erheblichen Leistungsausweitung gekommen. Vom Beginn der systematischen Datenerhebung im Jahr 1984 bis zum Jahr 2005 zeigt sich ein deutlicher Anstieg der entsprechenden Untersuchungs- und Behandlungszahlen in deutschen Katheterlaboren.
|                    | Deutschland | Österreich | Schweiz |
| ------------------ | ----------- | ---------- | ------- |
| Katheterplätze     | 0,9         | 1,1        | 2,3     |
| Linksherzkatheter  | 8.695       | 5.537      | 4.490   |
| Ballondilatationen | 3.022       | 2.072      | 1.933   |

2001 waren in Deutschland 356 Linksherzkatheter-Einrichtungen mit 503 Messplätzen gemeldet. Dies entsprach einer Dichte von 4,3 Einrichtungen und 6,2 Messplätzen pro 1 Mio. Einwohner.
Im Jahr 2004 wurden in Deutschland pro 1 Mio. Einwohner 8695 diagnostische Linksherzkatheter und 3022 Ballondilatationen vorgenommen. Diese Zahlen liegen im Vergleich mit anderen Ländern (vgl. Tabelle) recht hoch, was angesichts der Kosten von schätzungsweise 573 Mio. Euro für die Linksherzkatheter und 871 Mio. Euro für die Ballondilatation auch von gesundheitsökonomischer Bedeutung ist.

#### Österreich
Die Österreichische Kardiologische Gesellschaft wurde im Jahre 1968 von Fritz Kaindl gegründet. In der  2. Medizinischen Klinik am AKH Wien wurde unter Karl Fellinger die erste Abteilung für Kardiologie in Österreich überhaupt geschaffen. Aus ihr entwickelte sich dann die Kardiologische Universitätsklinik als erste große Organisationseinheit einer Subspezialisierung der österreichische Inneren Medizin. In den ersten Jahren gab es noch einen deutlichen angiologischen  Schwerpunkt, und die ersten wissenschaftlichen Sitzungen wurden als kardio-angiologische Diskussionen in Wien durchgeführt. Seit 1994 fanden jährlich österreichische Kongresse abwechselnd in Bad Gastein und Gmunden statt, anschließend nur mehr in Landeshauptstädten.
2001 waren in Österreich 35 Linksherzkatheter-Einrichtungen mit 39 Messplätzen gemeldet, davon vier für Kinder. Pro 1 Mio. Einwohner entsprach dies 4,3 Einrichtungen und 4,8 Messplätzen.

#### Schweiz
Die für die Schweiz im Jahr 2000 gemeldeten 28 Linksherzkatheter-Einrichtungen (davon fünf auch und zwei nur für Kinder) mit 36 Messplätzen ergaben eine Dichte von 3,9 Einrichtungen und 5,0 Messplätzen pro 1 Mio. Einwohner.
2004 waren insgesamt 323 Kardiologen registriert.

## Schwerpunkte
Die Kardiologie konzentriert sich nicht nur auf die angeborenen und erworbenen Erkrankungen des Herzens (Kardiopathien), sie befasst sich auch mit dem Blutkreislauf und den herznahen Blutgefäßen. Der daraus abgeleitete Begriff der Herz-Kreislauferkrankungen, auch Kardiovaskuläre Erkrankungen (im englischen Sprachraum cardiovascular diseases) genannt, beinhaltet auch Bluthochdruck (Hypertonie), Schlaganfall, arterielle Verschlusskrankheit und viele andere Erkrankungen, ist aber nicht verbindlich definiert (vgl. Herz-Kreislauf-Erkrankung). Bei der Diagnostik und Behandlung der nicht unmittelbar am Herz lokalisierten Krankheiten kommt es zu Überschneidungen mit anderen Fachgebieten wie der Angiologie, der Neurologie und der Pneumologie.
Spezielle Aufgaben und Untersuchungsverfahren der Kardiologie sind
- die Erkennung und Behandlung von angeborenen und erworbenen Erkrankungen des Herzens, des Kreislaufs, der herznahen Gefäße und des Herzbeutels (Perikard),
- die Beratung und Führung von Herz-Kreislaufpatienten in der Rehabilitation und die sozialmedizinische Beurteilung ihrer beruflichen Belastbarkeit,
- die intensivmedizinische Basisversorgung,
- die Ultraschalluntersuchung des Herzens (z. B. Echokardiografie, Stressechokardiografie, Doppler- und Duplex-Echokardiografie, transösophageale Echokardiografie),
- die diagnostische Links- und Rechtsherzkatheteruntersuchungen u. a. mit Koronarangiografie,
- therapeutische Koronarinterventionen (z. B. PTCA, Stentimplantationen, Atherektomie, Rotablation, Brachytherapie),
- Elektrokardiogramme (EKG)
- die medikamentöse, apparative und interventionelle antiarrhythmische Therapie einschließlich Defibrillation und Ablation,
- die Herzschrittmachertherapie und -nachsorge,
- die Indikationsstellung und Nachsorge von implantierbaren Kardioverter-Defibrillatoren (ICD) und
- gemeinsam mit anderen Fachdisziplinen die interdisziplinäre Indikationsstellung und Beurteilung nuklearmedizinischer Untersuchungen und chirurgischer Behandlungsverfahren.[23]

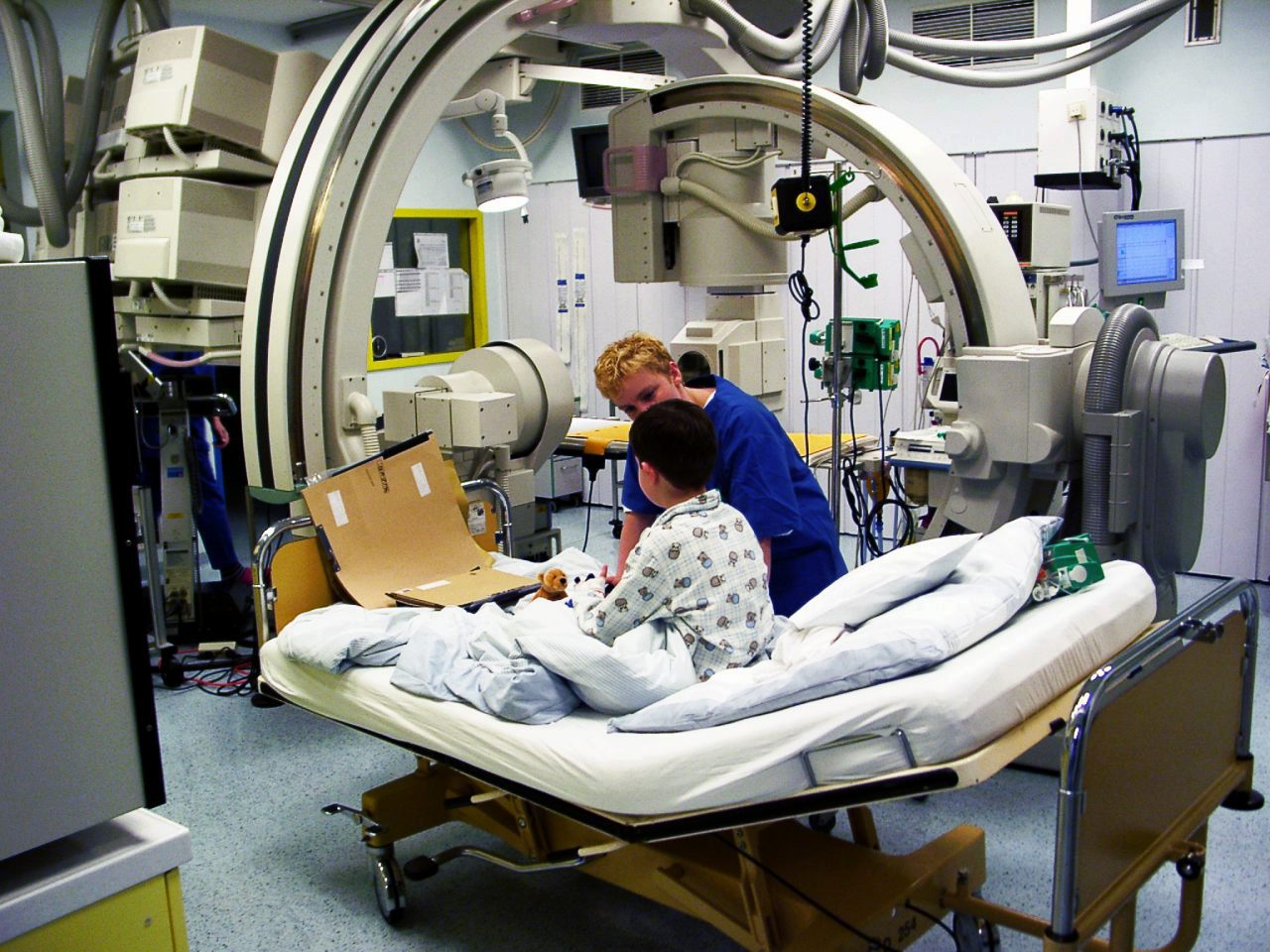
Herzkatheterlabor für Koronarangiografien und Ballondilatationen

### Koronare Herzkrankheit
In Nordamerika, Westeuropa, Japan, Australien und Neuseeland leidet die große Mehrzahl der von Kardiologen betreuten Patienten heute an der koronaren Herzkrankheit (KHK), so dass dort die Erkennung, Behandlung und Nachsorge von Angina Pectoris, Herzinfarkten und infarktbedingter Herzmuskelschwäche zur Haupttätigkeit der meisten Kardiologen geworden ist.
Neben der medikamentösen Therapie haben hier in den letzten zwei Jahrzehnten die invasiven Therapien immer mehr an Bedeutung gewonnen. Dabei handelt es sich um die von Herzchirurgen durchgeführte Bypass-Operation und die von interventionellen Kardiologen vorgenommene Ballondilatation, die heute meist mit der Implantation eines Stents verbunden wird. Voraussetzung für beide Verfahren ist die genaue Kenntnis der Koronaranatomie, die bei der Koronarangiografie im Rahmen einer Linksherzkatheteruntersuchung gewonnen wird.

### Andere Erkrankungen
Neben der KHK und der Herzinsuffizienz spielen für die heutige Kardiologie Herzrhythmusstörungen eine große Rolle (Rhythmologie), wobei zahlenmäßig das Vorhofflimmern überwiegt und hinsichtlich der Bedeutung für den Patienten die ventrikulären Rhythmusstörungen (Ventrikuläre Tachykardie und Kammerflimmern) besonders bedeutsam sind. Erkrankungen der Herzklappen (insbesondere Herzklappenfehler), primäre Erkrankungen des Herzmuskels (Kardiomyopathien) und die entzündlichen Herzkrankheiten (Endokarditis, Myokarditis und Perikarditis) sind dagegen heute in den Hintergrund getreten. Besonders die früher auch in Europa bedeutsameren rheumatischen Klappenfehler nach Infektionen mit β-hämolysierenden Streptokokken sind viel seltener geworden. Während hier nur noch etwa 1,5 % der Todesfälle durch Herz-Kreislauferkrankungen auf eine rheumatische Herzerkrankung zurückzuführen sind, beträgt der Anteil in Entwicklungsländern noch 10–15 %.

### Überschneidungen
Kinder und Jugendliche mit (in der Regel angeborenen) Herz-Kreislauferkrankungen werden in der Kinderkardiologie betreut, einem Schwerpunkt der Kinderheilkunde. Ein besonderes Problem stellt die kardiologische Versorgung von Patienten mit angeborenen komplexen Herzfehlern dar, die das Erwachsenenalter erreicht haben. Deren Zahl steigt ständig. Nach Operationen im Neugeborenen- und Kindesalter benötigen sie eine weitere Betreuung – in der Regel lebenslang. Der Übergang von der Kinderkardiologie zur Erwachsenenkardiologie war bis vor Kurzem nicht abschließend geregelt, da diese Krankheitsbilder neu sind und sich durch neue Operationsverfahren weiterentwickeln. Aus dieser Notwendigkeit heraus wurden 2006 durch eine medizinische Task Force Zertifizierungsbestimmungen für eine Zusatzqualifikation Erwachsene mit angeborenen Herzfehlern erarbeitet und verabschiedet. In der Folge wurden dann im Juli 2011 drei überregionale Kompetenzzentren für Erwachsene mit angeborenen Herzfehlern (EMAH) in Deutschland zertifiziert. Durch eine enge interdisziplinäre Zusammenarbeit mit anderen erforderlichen Fachkliniken kann an den Standorten Berlin, Hamburg (deutsche Herzzentren) und Münster (Universitätsklinikum) eine hochwertige Behandlung der Patienten sichergestellt werden. Neben dieser engen Verzahnung der Fachkliniken gehören eine entsprechende personelle und technische Ausstattung der Kompetenzzentren zur Grundvoraussetzung der Zertifizierung, deren Einhaltung durch drei große medizinische Fachgesellschaften (Deutsche Gesellschaft für Kardiologie, die Deutsche Gesellschaft für Pädiatrische Kardiologie und die Deutsche Gesellschaft für Thorax-, Herz- und Gefäßchirurgie) überprüft wird.
Bluthochdruck wird auch von Nephrologen, pulmonale Hypertonie auch von Pneumologen, die arterielle Verschlusskrankheit von Angiologen, die entzündlichen Gefäßkrankheiten von Rheumatologen und der Schlaganfall auch von Neurologen und Neuroradiologen erforscht und behandelt.
Zusammenhänge zwischen psychischen Erkrankungen und Herzerkrankungen sind Gegenstand der Psychokardiologie.

## Organisation
Fachgesellschaft der deutschen Kardiologen ist die Deutsche Gesellschaft für Kardiologie, die 1927 als erste kardiologische Gesellschaft in Europa gegründet wurde. Sie hatte im Jahr 2006 mehr als 6000 Mitglieder, davon circa 15 % Frauen. In Österreich sind mehr als 1000 Ärzte in der 1968 gegründeten Österreichischen Kardiologischen Gesellschaft organisiert. Fachgesellschaft der schweizerischen Kardiologen ist die Schweizerische Gesellschaft für Kardiologie.
In Deutschland sind die in der Praxis tätigen Kardiologen im Bundesverband Niedergelassener Kardiologen (BNK) organisiert. Die Aufgaben des BNK sind unter anderen die Interessenvertretung für vertragsärztlich tätige Kardiologen und die Organisation der wissenschaftlichen und berufspraktischen Fortbildung der Mitglieder.
Die Zunahme von Wissen und speziellen Techniken hat zu einer zunehmenden Spezialisierung der Kardiologen insgesamt und auch innerhalb der Kardiologie geführt. Das ehemalige Teilgebiet der Inneren Medizin etabliert sich immer deutlicher als selbstständiger Schwerpunkt und innerhalb der Kardiologie entwickelt sich eine Subspezialisierung in nicht-invasive und invasive Kardiologie sowie Elektrophysiologie.

## Ausbildung
Die kardiologische Ausbildung von Ärzten und anschließende Zertifizierung zum Kardiologen ist länderspezifisch geregelt. In den USA beispielsweise erteilt das American Board of Internal Medicine Zertifikate für 16 Subdisziplinen, von denen eines die Kardiologie ist. Die ersten drei Jahre der Ausbildung in Allgemeiner Innerer Medizin werden mit einem Zertifikat abgeschlossen. Darauf baut eine dreijährige Subspezialisierung in Kardiologie auf, die ebenfalls mit einem Zertifikat beendet wird. In der Kardiologie kann in einer dritten Stufe (third tier) eine weitere einjährige Spezialisierung in Klinischer Elektrophysiologie des Herzens oder Interventioneller Kardiologie angeschlossen und ebenfalls zertifiziert werden.

### Deutschland
Nach der Muster-Weiterbildungsordnung 2018 kann in Deutschland als Kardiologe/Kardiologin tätig werden, wer über die  Anerkennung als Facharzt für Innere Medizin und Kardiologie verfügt.

### Österreich
In Österreich wird die Kardiologenausbildung – wie alle ärztlichen Ausbildungen – von der vom Gesundheitsminister verordneten „Ärztinnen-/Ärzte-Ausbildungsordnung 2015“ (ÄAO 2015) geregelt. Das Sonderfach Kardiologie umfasst nach geltendem Recht eine neunmonatige Basisausbildung, gefolgt von einer 27-monatigen Sonderfach-Grundausbildung und einer 36-monatigen Sonderfach-Schwerpunktausbildung, die sich bei Absolvierung des wissenschaftlichen Moduls auf 27 Monate verkürzt. Am Ende der Ausbildung ist die Facharztprüfung abzulegen (§ 8 (1) Z 3 ÄrzteG 1998).  Die explizit vorgeschriebenen Ausbildungsinhalte sind in der ÄAO per Anlage ausgeführt.

### Schweiz
In der Schweiz ist bereits seit 2001 ein Facharzt für Kardiologie mit einer mindestens sechsjährigen Weiterbildung (davon die ersten zwei Jahre in der Inneren Medizin) vorgesehen.

## Kardiologie in der Tiermedizin
Auch in der Tiermedizin erlebt die Kardiologie zunehmende Bedeutung, vor allem bei Hund und Katze. Bei Nutztieren treten zwar ebenfalls gelegentlich Herzerkrankungen auf, vor allem im Zusammenhang mit einigen Tierseuchen, diese werden aber, wenn überhaupt, nicht von kardiologisch spezialisierten Tierärzten behandelt.

### Ausbildung
Die Kardiologie ist in Deutschland kein eigenes Fachtierarztgebiet, sondern eine Zusatzbezeichnung zu einem verwandten Fachtierarztgebiet (Kleintiere, Innere Medizin). 1981 wurde in Venedig die European Society of Veterinary Cardiology gegründet. Sie gibt seit 1998 das Journal of Veterinary Cardiology (ISSN 1760-2734) heraus. 1994 wurde von der European Society of Veterinary Internal Medicine eine europäische Weiterbildung auf dem Gebiet der Kleintierinternistik etabliert, die seit 2003 vom European Board of Veterinary Specialisation anerkannt ist. Innerhalb dieses European College of Veterinary Internal Medicine – Companion Animals (ECVIM-CA) existiert eine Spezialisierung Kardiologie. Dieser postgraduale Weiterbildungsgang stellt fachlich deutlich höhere Ansprüche als das deutsche Weiterbildungssystem und erfordert unter anderem eine dreijährige Ausbildung an einer zugelassenen Weiterbildungsstätte. Absolventen dieser Zusatzausbildung dürfen den Titel Diplomate of the European College of Veterinary Internal Medicine – Companion Animals (Cardiology) – Dipl. ECVIM-CA (Cardiology) – führen. Momentan (Stand Mai 2006) haben 30 Tierärzte diese Zusatzausbildung absolviert, darunter drei Deutsche und zwei Schweizer. Dieses europäische Ausbildungssystem wurde nach dem Vorbild des amerikanischen ACVIM-CA (Cardiology) geschaffen. Dieser bereits länger existierende Abschluss wird in Europa ebenfalls anerkannt und seine Inhaber sind auch für das European College weiterbildungsberechtigt. Den Kardiologie-Abschluss des American College haben 129 Tierärzte (Stand 2005) erworben.

### Schwerpunkte der Veterinärkardiologie
Hauptarbeitsgebiet der Veterinärkardiologie sind Herzerkrankungen bei Hunden, Katzen und Pferden.
Im Kleintierbereich weisen etwa 11 Prozent aller vorgestellten Patienten eine Herzerkrankung auf. Der Schwerpunkt liegt hierbei auf erworbenen Herzerkrankungen, welche bei kleinen Hunderassen vor allem in Form degenerativer Klappenerkrankungen (Klappenendokardiosen) auftreten, bei großwüchsigen Hunderassen hauptsächlich in Form von Herzmuskelerkrankungen (Dilatative Kardiomyopathie) vorliegen. Katzen neigen gleichfalls zur Ausprägung von Kardiomyopathien, hier tritt allerdings wesentlich häufiger die hypertrophe Form auf, auch infolge der in den letzten Jahren zunehmend diagnostizierten Schilddrüsenüberfunktion. Früher aufgetretene fütterungsbedingte Herzmuskelerkrankungen (meist dilatative Kardiomyopathien bei bestimmten Hunderassen und Katzen) kommen infolge der breiten Verwendung industrieller Fertigfutter nur noch selten vor. In den Südstaaten der USA und im Mittelmeerraum spielt darüber hinaus die Herzwurmerkrankung (Dirofilariose) eine größere Rolle.
Zu einem weiteren Schwerpunkt der Kleintierkardiologie entwickelt sich in den letzten Jahren die Untersuchung auf erblich bedingte Herzerkrankungen. Mit Untersuchungsprogrogrammen wird so von vielen Hunde- und Katzenzuchtverbänden der Versuch unternommen, bei einzelnen Rassen gehäuft auftretende Herzerkrankungen züchterisch zu eliminieren (z. B. Boxer: Aortenstenose; Neufundländer, Irischer Wolfshund: Dilatative Kardiomyopathie; Maine-Coon-Katze: Hypertrophe Kardiomyopathie). Koronare Herzerkrankungen treten bei Tieren im Gegensatz zum Menschen so gut wie nicht auf.
Bei Pferden spielen vor allem Herzmuskelentzündungen im Zusammenhang mit Infektionskrankheiten, fütterungs- und stoffwechselbedingte Myokardosen, Herzklappenfehler (vor allem Insuffizienz der Aortenklappe) und Herzrhythmusstörungen eine Rolle.